# Coppa Interamericana 1988
La Coppa Interamericana 1988 è stata la undicesima edizione del trofeo riservato alle squadre vincitrici della CONCACAF Champions' Cup e della Coppa Libertadores.

## Tabellino

### Andata
| Arbitro: | Brizio Carter |

| |            | |
| Rivera 66’ (rig.)                                                                                                | Marcatori  | 17’ Fonseca |
| Rivera P Zapata D Ruiz D Galindo D Williams C Hernández C Espinoza C Viera C J. Flores A Contreras A A. Flores A | Formazioni | · P Seré D Gómez D Revelez D De León D Soca C Cardaccio C Ostolaza C Castro A Noé A Fonseca A Cabrera 31’ A Morán |
| Malinowski | Allenatori | Núñez |

### Ritorno
| Arbitro: | Gnecco |

| |            | |
| Fonseca 17’ Ostolaza 23’ Noé 57’, 85’                                                                                                  | Marcatori  | |
| · Seré P Gómez D Revelez D De León D 54’ Pintos Saldanha D Soca C Cardaccio C Ostolaza C Castro C Noé A Fonseca A 71’ Cabrera A Peña A | Formazioni | · P Rivera D Zapata D Ruiz D Galindo D Mejía C Hernández C Espinoza C Tovar 65’ A Pineda Chacón A Contreras 54’ A Ja. Flores A Ju. Flores A D. Flores |
| Núñez | Allenatori | Malinowski |